# Julia Bell
Julia Bell (* 28. Januar 1879 in Sherwood, Nottinghamshire; † 26. April 1979 in Westminster) war eine britische Mathematikerin, Ärztin und Humangenetikerin und Mitentdeckerin des nach ihr benannten Martin-Bell-Syndroms (Fragiles-X-Syndrom).

## Leben
Bell wurde 1879 in Mittelengland als zehntes von vierzehn Kindern geboren. Ihre Mutter Katharine entstammte der englischen Oberschicht, hatte aber „unstandesgemäß“ einen Freund eines Bediensteten geheiratet, der ein erfolgreicher Geschäftsmann wurde und auf die Ausbildung aller Kinder Wert legte. So schaffte sie 1898 die Aufnahmeprüfung ins erste Frauen-College, das Girton College der Universität von Cambridge, wo sie Mathematik studierte. Aufgrund von Männerprotesten durfte jedoch bis 1948 kein Abschlusszeugnis ausgestellt werden, so dass sie wie viele Studentinnen dieser Zeit (als sog. Steamboat Lady) nach Dublin ans Trinity College wechseln musste, wo sie ihr Abschlusszeugnis erhielt, das wiederum dann auch in Cambridge anerkannt wurde. Anschließend promovierte sie in Cambridge.
Ab 1914 arbeitete sie bei Karl Pearson, einem der Mitbegründer der modernen Statistik, am Galton Laboratory des University College in London, der ihr nahelegte, auch Medizin zu studieren. Sie schloss ihr Studium an der London School of Medicine for Women (Royal Free Hospital) und am St. Mary’s Hospital 1922 ab und wurde 1926 Mitglied des Royal College of Physicians.
Ihre Arbeit im Galton Laboratory, wo sie familiäre Erkrankungen (Treasury of Human Inheritance) dokumentierte, gilt als erste systematische Langzeitdokumentation menschlicher Erbkrankheiten. Zusammen mit John Burdon Sanderson Haldane (1892–1964) publizierte sie 1937 einen Artikel über genetische Koppelung zwischen Hämophilie und Rot-Grün-Sehschwäche. Eine Genkoppelung war bisher nur bei Tieren, aber nicht bei Menschen bekannt. Es folgte 1940 ein wichtiger Artikel zu Konsanguinitätsraten (Inzucht). Mit J. Purdon Martin beschrieb sie erstmals 1943 das Fragile-X-Syndrom, auch als Martin-Bell-Syndrom bekannt. Ein weiterer bahnbrechender Artikel erschien 1959 zu Röteln in der Schwangerschaft und der resultierenden gravierenden Röteln-Embryopathie. Nach ihr sind auch fünf Formen der Brachydaktylie benannt.
Erst im Alter von 86 Jahren wurde sie 1965 pensioniert und hatte drei Professoren am Galton Laboratory überlebt. Auch danach verfolgte sie kritisch und engagiert die Arbeit ihrer Kollegen. Erst mit 96 Jahren ging sie ins Altersheim, wo sie mit 100 Jahren starb. Sie war nicht verheiratet und hatte keine Kinder.
1941 erhielt sie den Weldon Memorial Prize.

## Publikationen
- J. Bell, J. B. S. Haldane: The linkage between the genes for colour-blindness and haemophilia in man. In: Proc. Roy. Soc. London. Band 123B, 1937, S. 119–150.
- J. P. Martin, J. Bell: A pedigree of mental defect showing sex-linkage. In: J. Neurol. Psychiat. Band 6, 1943, S. 154–157.